# Ornithopus pinnatus
Ornithopus pinnatus — вид квіткових рослин родини бобові (Fabaceae).

## Опис
Стояча, сланка трава. Стебла 7–40 см, голі або злегка волохаті. Листя до 15 см з 3–7 парами листочків лінійної обернено-яйцюватих, загострених, (2)5–7(16) × 1,5–4(5) мм. Суцвіття з 2–5 квітів. Віночок 6–8 мм, жовтий. 16–33 × 1,1–1,5 мм плоди, сидячі, циліндричні, увігнуті, голі. Насіння 0,7–0,8 × 1,5–1,8 мм, жовтувато-буре або червонувате.

## Поширення, екологія
Країни поширення: Північна Африка: Алжир; [пн.] Марокко; Туніс. Західна Азія: Ізраїль; Ліван; Сирія [зх.]; Туреччина [зх.]. Європа: Велика Британія — Англія [пд.зх.]; Греція; Італія [вкл. Сардинія, Сицилія]; Франція [вкл. Корсика]; Португалія [вкл. Азорські острови, Мадейра]; Гібралтар; Іспанія [вкл. Балеарські острови, Канарські острови]. Росте на луках на піщаних ґрунтах; на висотах 0–600(800) метрів. Цвітіння і плодоношення з лютого по червень.